# Dante's Inferno (computerspel)
Dante's Inferno is een computerspel dat ontwikkeld is door Visceral Games en uitgegeven door Electronic Arts op 5 februari 2010 voor op de PlayStation 3, Xbox 360 en PlayStation Portable. Het spel is gebaseerd op Inferno, het eerste deel van Dante Alighieri's De goddelijke komedie. Het spel bevat een aantal monsters en verdoemden uit het gedicht. Dante, hier afgebeeld als tempelier, reist door de negen cirkels van hel om zijn de ziel van zijn geliefde Beatrice te redden van Lucifer.

## Gameplay
Tijdens het spel bestuurt de speler Dante. Het spel bevat een groot aantal snelle gevechten en puzzels. Het hoofdwapen van Dante is de zeis van Magere Hein, nadat hij hem gedood heeft. Zijn tweede wapen is een heilig kruis dat energie afschiet in de vorm van een kruis, gebruikt als afstandswapen. Tevens kan Dante een hoop verschillende magische aanvallen uitvoeren.
Veel van de magische krachten en vaardigheden worden in het spel gekocht met zielen. Zielen worden verzameld door vijanden te doden en bepaalde fonteinen vinden. De vaardigheden zijn opgesplitst in twee delen, heilige en onheilige krachten.

## Verhaal
Het spel begint tijdens de Derde Kruistocht met een tempelier genaamd Dante die ondanks zijn geloof een aantal zware misdaden heeft begaan. In Akko krijgt Dante de opdracht om een aantal gevangen Saracenen te beschermen zodat Koning Richard een heilig relikwie van Saladin kan verkrijgen. Na een slachting van de gevangenen krijgt Dante de opdracht om het relikwie te pakken. Tijdens de aanval wordt Dante door een sluipmoordenaar met een mes in de rug gestoken en vermoord. Ondanks het feit dat een bisschop Dante had beloofd dat alle zondes die waren begaan vergeven waren door God, komt Magere Hein tevoorschijn en veroordeelt hem tot een oneindigheid aan lijden in de Hel voor zijn zonden.
Dante weigert hier aan toe te geven en gaat in gevecht met hem. Uiteindelijk betekent dit de dood van de Magere Hein. Vervolgens naait hij een rood wandtapijt in de vorm van een heilig kruis op zijn borst, waarop al zijn zonden staan afgebeeld. Dante reist naar Florence, waar hij woont. Hij komt daar alleen achter dat zijn geliefde Beatrice Portinari en zijn vader Alighiero zijn vermoord. Vervolgens ziet Dante de ziel van Beatrice die vertelt dat ze wist dat hij voor haar zou komen. Vlak daarna wordt ze meegesleurd door Lucifer. Dante volgt hun richting een kapel. Hij zegent het kruis van Beatrice om zich te kunnen beschermen tegen de slechtheid die hem te wachten staat. Vlak daarna opent zich een grote kloof in de aarde, wat ervoor zorgt dat Dante de poorten van hel in kan gaan.
Met behulp van Virgil moet Dante door de negen cirkels van hel reizen om zijn geliefde te redden van Lucifer en te verkomen dat hij haar in een succubus verandert. Hij moet een groot aantal vijandelijke demonen en helbewoners verslaan, waaronder veerman Charon, rechter van de verdoemden Koning Minos, koningin van de lust Cleopatra VII, haar geliefde Marcus Antonius, de reuzenworm Cerberus, zijn vader Alighiero, Phlegyas en zijn ex-beste vriend en mede-tempelier Francesco.
Zijn reist brengt hem door de cirkels, Limbo, begeerte/lust, vraatzucht, hebzucht, woede, ketterij, geweld, fraude en verraad. Dit brengt Dante onder andere langs de rivier Styx, de stad Dis en Cocytus.